# Uncommon Women... and Others
Pour plus de détails, voir Fiche technique et Distribution.
Uncommon Women... and Others est un téléfilm américain de Merrily Rossman et Steven Robman diffusé en 1979.

## Fiche technique
- Réalisation : Merrily Mossman et Steven Robman
- Scénario : Wendy Wasserstein, d'après sa pièce
- Genre : drame
- Pays :  États-Unis
- Durée : 90 minutes
- Date de première diffusion : 20 juin 1979 (États-Unis)

## Distribution
- Jill Eikenberry : Kate Quin
- Swoosie Kurtz : Rita Altabel
- Ann McDonough : Samantha Stewart
- Meryl Streep : Leilah
- Alma Cuervo : Holly Kaplan
- Ellen Parker : Muffet DiNicola
- Josephine Nichols : Mrs. Plumm
- Cynthia Herman : Susie Friend
- Anna Levine : Carter

## Autour du téléfilm
- Meryl Streep reprend le rôle de Glenn Close qui incarna Leilah au théâtre, tandis que les actrices présentes dans la version théâtrale reprennent leurs rôles respectifs.